# Husby-Sjutolfts landskommun
Husby-Sjutolfts landskommun var en tidigare kommun i Uppsala län.

## Administrativ historik
Kommunen inrättades i Husby-Sjutolfts socken i Trögds härad i Uppland när 1862 års kommunalförordningar trädde i kraft 1863.
Vid kommunreformen 1952 gick den upp i Norra Trögds landskommun, som 1971 uppgick i Enköpings kommun. 

## Politik

### Mandatfördelning i Husby-Sjutolfts landskommun 1938-1946
| 10 | 6 | 1 | 3 |

| 17 | 3 |

| 11 | 9 |

| 18 |

| 10 | 10 |

| 17 | 3 |